# Brunhilde Hanke
Brunhilde Hanke (* 23. März 1930 in Erfurt als Brunhilde Anweiler; † 13. Oktober 2024 in Potsdam) war eine Politikerin der DDR und SED-Funktionärin. Sie war 1961 bis 1984 Oberbürgermeisterin der Stadt Potsdam sowie von 1963 bis 1990 Volkskammerabgeordnete und von 1964 bis 1990 Mitglied des Staatsrates der DDR.

## Leben
Hanke wurde 1930 in Erfurt geboren und wuchs dort als Kind einer Arbeiterfamilie auf. Nach dem Besuch der Volksschule erlernte sie den Beruf einer Näherin. 1945 wurde sie Mitglied des Freien Deutschen Gewerkschaftsbundes und trat 1946 in die Freie Deutsche Jugend (FDJ) und die Sozialistische Einheitspartei Deutschlands (SED) ein. 1948 trat sie auch dem Demokratischen Frauenbund Deutschlands (DFD) bei. Von 1948 bis 1950 war sie Sekretärin und später die 1. Sekretärin der FDJ-Kreisleitung in Rudolstadt. 1950 bis 1952 war sie Assistentin, Kabinettsleiterin und Lehrerin an der Zentraljugendschule der Freien Deutschen Jugend „Wilhelm Pieck“ am Bogensee nahe Wandlitz und studierte während dieser Zeit auch ein Jahr an der Zentralschule der Komsomolzen in Moskau. Von 1952 bis 1963 war sie Mitglied des Zentralrates der FDJ.
Von 1954 bis 1960 absolvierte sie ein Fernstudium an der Parteihochschule „Karl Marx“ beim ZK der SED, welches sie als Diplomgesellschaftswissenschaftlerin abschloss. Ab 1952 war sie Mitglied der SED-Bezirksleitung Potsdam und von 1952 bis 1961 2. Sekretärin der Bezirksleitung Potsdam der FDJ. Ab 1961 war sie Stadtverordnete und ab dem 24. September 1961 Oberbürgermeisterin der Stadt Potsdam. Von 1963 bis 1990 gehörte sie als Abgeordnete auch der Volkskammer der DDR an, wo sie von 1963 bis 1966 auch Schriftführerin im Ausschuss für Haushalt und Finanzen war. Vom 19. November 1964 bis zur Abschaffung des Staatsrats der DDR am 5. April 1990 war sie ebenfalls Mitglied des Staatsrats der DDR. 1979 wurde ihr der Vaterländische Verdienstorden in Silber verliehen.
Hanke bekam mit ihrem Ehemann Helmut drei Kinder. Ihre Tochter Bärbel Dalichow wurde 1985 nach einem verratenen Fluchtversuch aus der DDR von der Staatssicherheit verhaftet. Von 1990 bis 2013 war Dalichow die Direktorin des Filmmuseums Potsdam. 
Hanke war zuletzt Mitglied der Partei Die Linke. Sie starb im Oktober 2024 im Alter von 94 Jahren in Potsdam.

## Oberbürgermeisterin
Während ihrer Amtszeit von 1961 bis 1984 als Oberbürgermeisterin entstanden zwischen 35.000 und 37.000 Wohnungen. Es wurden Projekte wie der Ausbau der Havelbucht an der heutigen Breiten Straße verwirklicht, jedoch auch bedeutende Bauwerke wie die Garnisonkirche oder das Stadtschloss abgerissen. Ebenso trieb sie die Umwandlung des Neuen Palais in ein Luxushotel für ausländische Gäste und Devisenbringer maßgeblich voran. Bei der Kommunalwahl 1984 stand Hanke nicht mehr auf der Einheitsliste.